# Phytoecia icterica
Phytoecia icterica es una especie de escarabajo longicornio del género Phytoecia, subfamilia Lamiinae. Fue descrita científicamente por Schaller en 1783.
Se distribuye por Alemania, Austria, Bosnia y Herzegovina, Bulgaria, Crimea, Croacia, España, Francia, Grecia, Hungría, Italia, Kazajistán, Moldavia, Polonia, Portugal, Rumania, Rusia, Eslovaquia, Eslovenia, Suiza, República Checa, Turquía, Ucrania y Yugoslavia. Posee una longitud corporal de 5-12 milímetros. El período de vuelo de esta especie ocurre en los meses de abril, mayo, junio y julio.
Parte de su alimentación se compone de plantas de las familias Apiaceae y Asteraceae.